# بات مورا
بات مورا (بالإنجليزية: Pat Mora)‏ هي كاتبة للأطفال وكاتِبة أمريكية، ولدت في 19 يناير 1942 في إل باسو في الولايات المتحدة.

## وصلات خارجية
- الموقع الرسمي